# Уткинская Богородицкая церковь
Уткинская Богородицкая церковь, также церковь Стефана архидиакона — утраченный православный храм в Тамбове.
Построена в 1771—1778 годах на средства купца И. Ф. Уткина как обетная в благодарность за избавление города от холеры. Перестраивалась в XIX веке из-за тесноты. Четырёхпрестольная церковь имела три придела: Стефановский, Димитриевский и Богородичный. Богородичный придел церкви был построен специально для чудотворной иконы Тамбовской Богоматери, охранительницы города. 
Новая большая церковь сочетала элементы древнерусского зодчества, барокко и византийской архитектуры — крестообразная в плане церковь с большим центральным куполом и четырьмя маленькими колокольнями по углам. С трёх сторон церковь обрамляли шестиколонные портики. С запада примыкала обширная трапезная и притвор с трёхъярусной колокольней. В 1873 году рядом с церковью была построена часовня.
В 1931 году признана «аварийной» и снесена якобы потому, что она мешала движению транспорта по улице Интернациональной (бывшей Дворянской). После разрушения церкви главная реликвия храма - икона Тамбовской Богоматери считается утраченной. Сегодня на месте снесённой Уткинской церкви стоит здание областной библиотеки имени Пушкина.